# سایروس لوشر
سایروس لوشر (به انگلیسی: Cyrus Locher) سناتور سابق عضو حزب دموکرات ایالات متحده آمریکا بود. وی در سال ۱۹۲۸ میلادی سناتور ایالت اوهایو در سنای ایالات متحده آمریکا بود.